# Cal Real (Anglesola)
Cal Real és una casa d'Anglesola (Urgell) inclosa a l'Inventari del Patrimoni Arquitectònic de Catalunya.

## Descripció
Edifici de planta rectangular, inserit en un estret carrer del nucli antic d'Anglesola. La seva façana és característica d'un típic habitatge gòtic català sobretot pel que fa a la seva portada d'ingrés. Aquesta és molt comuna en ser un portal dovellat de vuit a deu dovelles, sense clau ni llindar (almenys no en conserva). Aquest portal es troba just al centre de la façana i és flanquejat per dues portes més als dos costats.

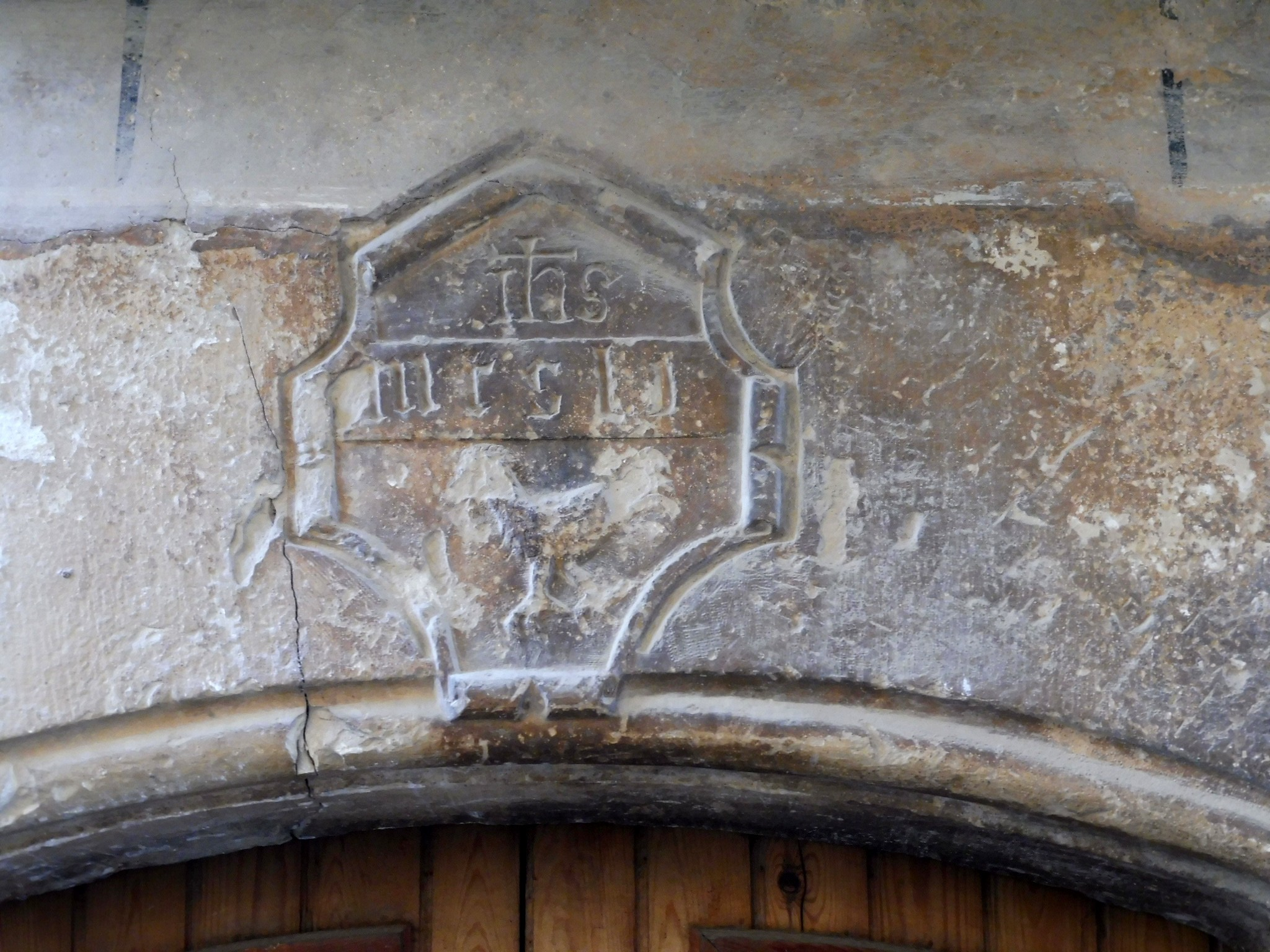
Llinda decorada

 Aquestes dues portes són també molt importants per la seva llinda decorada amb dates i inscripcions simbòliques que ajuden a familiaritzar-se amb l'habitatge. Una d'elles porta una data, difícil de llegir i l'altra llinda hi ha un símbol circular que s'ignora el seu significat. Per tant, les dues portes laterals són rectangulars amb la presència de la llinda, les quals són totalment oposades a la portalada principal. Estructuralment la casa segueix l'esquema clàssic dels masos catalans gòtics, amb la planta baixa, el primer pis i les golfes a la part superior, sota teulada.
Solament la planta baixa és la que conserva els murs originals amb parament a base de carreus de pedra perfectament tallats. La resta de plantes són arrebossades posteriorment tapant per complet el parament original. El primer pis es tradueix a l'exterior en forma de quatre finestrals rectangulars molt simplistes, on els dos dels extrems són amb balconada de ferro forjat. Finalment, separat per un fris sobresortint, hi ha les golfes amb les quatre obertures semicirculars situades just damunt de les obertures inferiors. La coberta és allindanada amb teula àrab.

## Història
Sembla que Cal Real fou la residència de la noble família dels Rialp, molt important a Anglesola. Havia estat casino o bar restaurant per festes, ja que tenia grans sales pròpies dels segles XVIII i finals del XIX. Actualment és un habitatge, però a la planta baixa hi ha una fusteria-ebenisteria, el negoci familiar.